# Mornington Peninsula

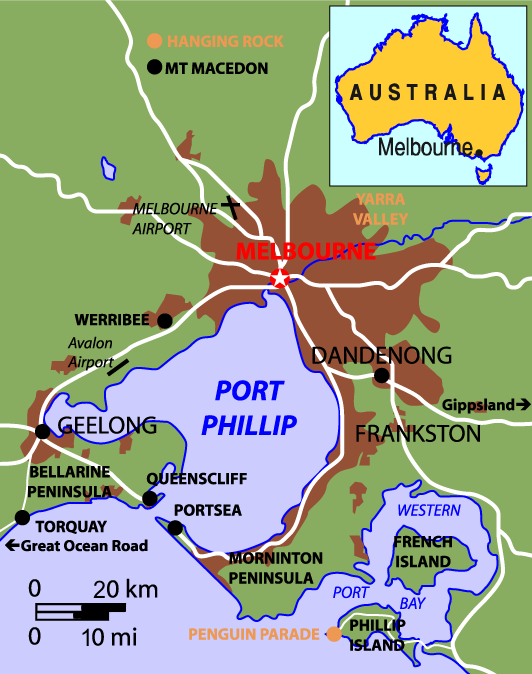
Mapa aglomeracji Melbourne

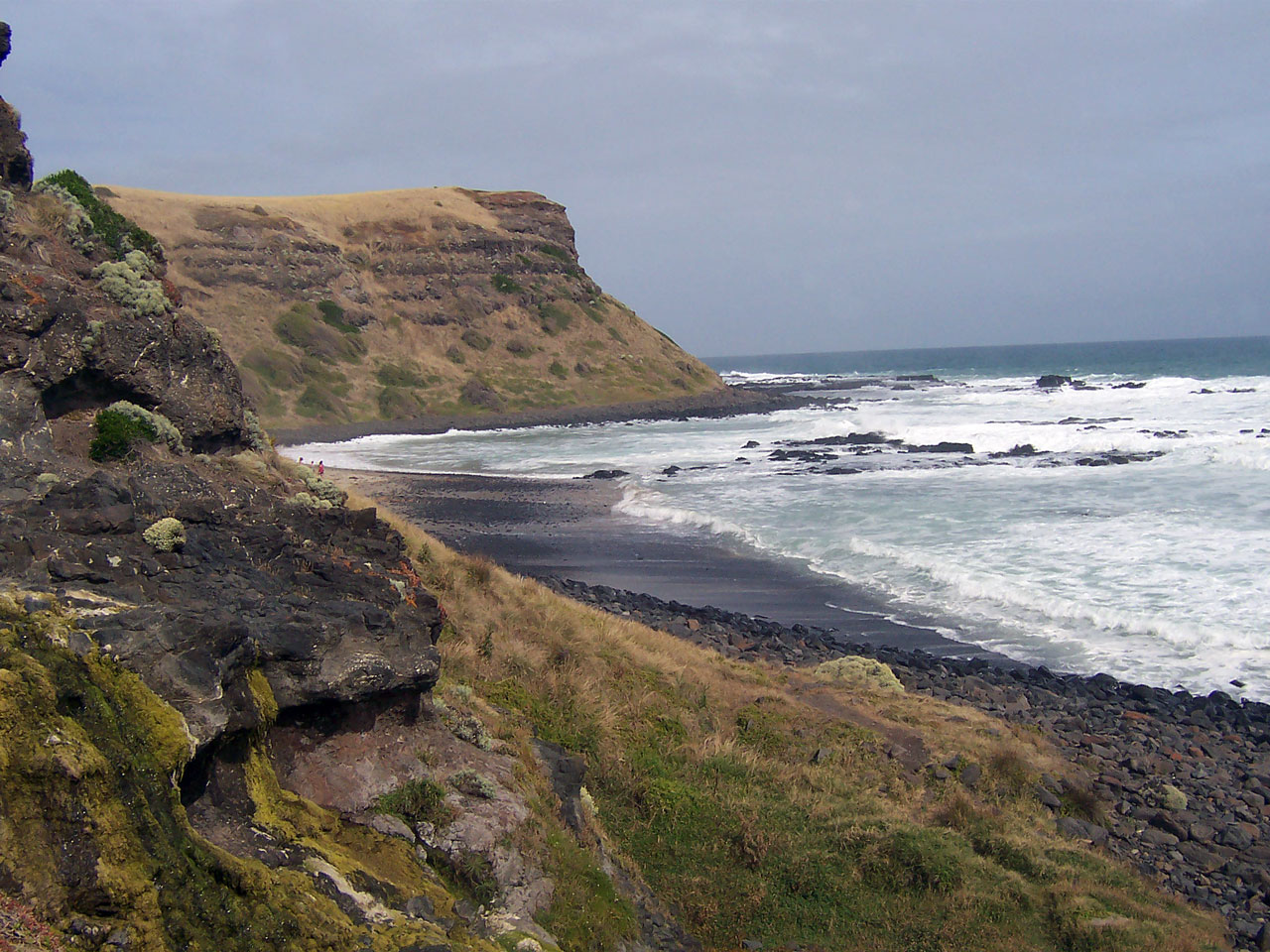
Plaża na Mornington Peninsula

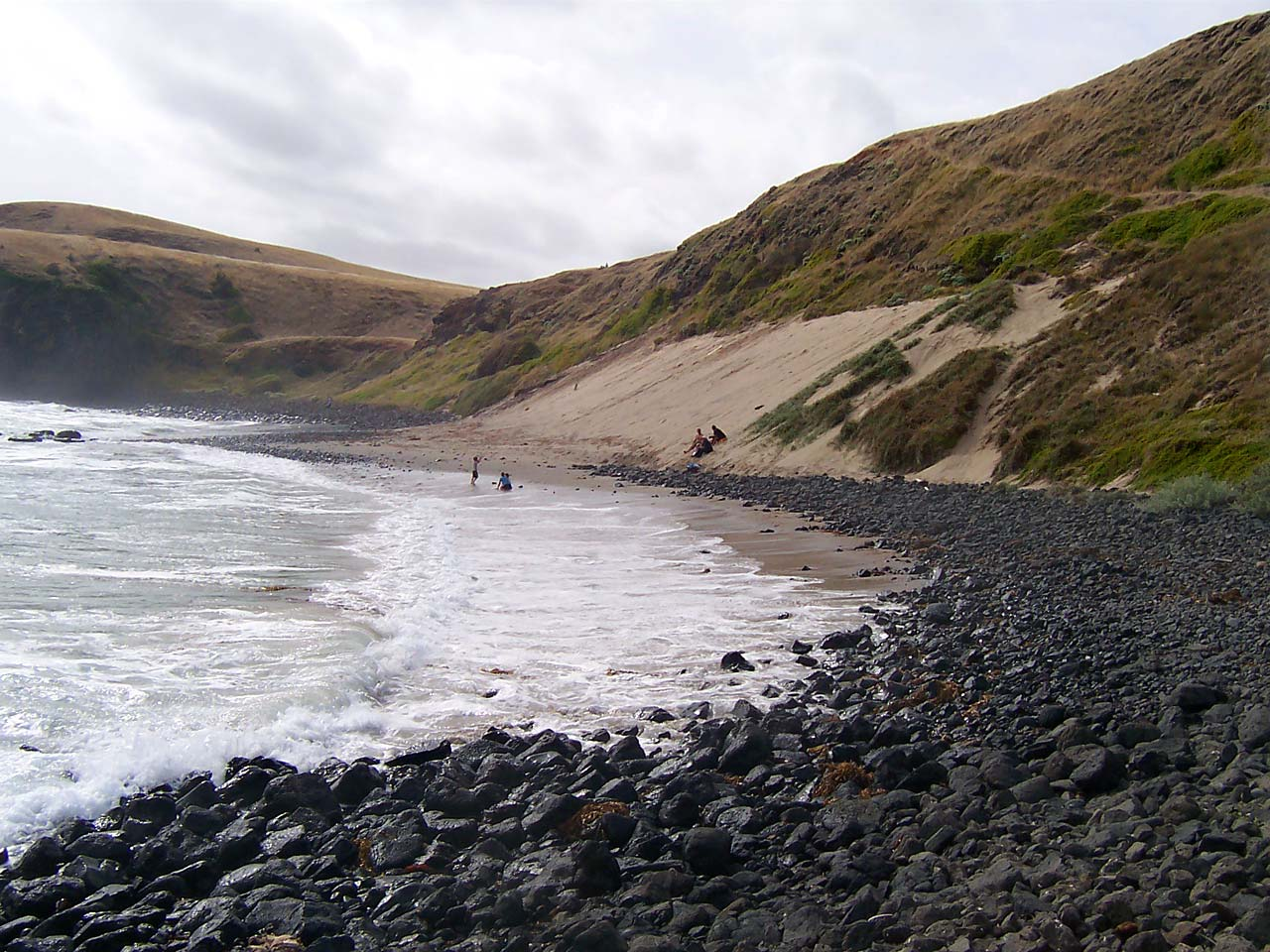
Plaża na Mornington Peninsula

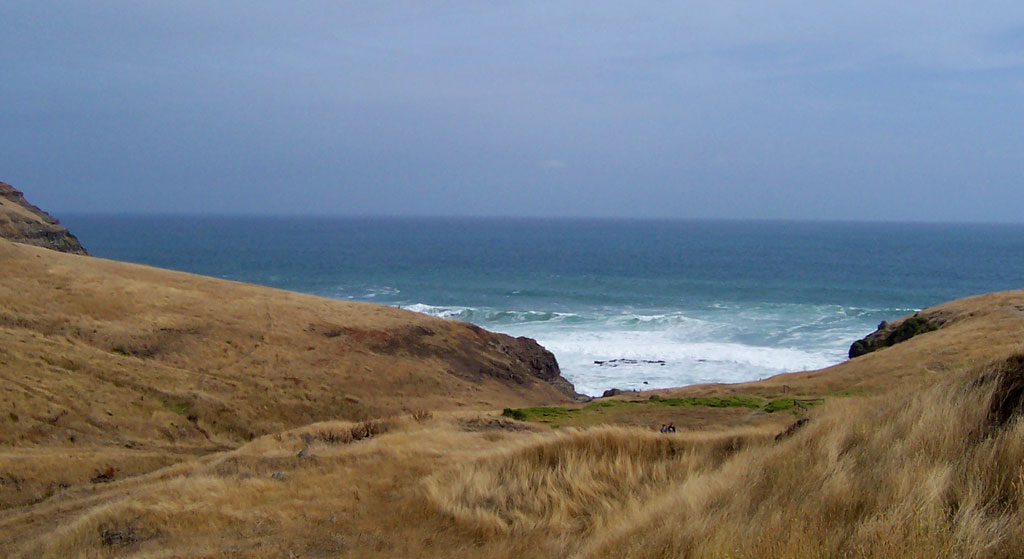
Plaża na Mornington Peninsula

Mornington Peninsula – półwysep w stanie Wiktoria (Australia), położony na południowym wschodzie Melbourne i otoczony przez zatoki Port Phillip, Western Port oraz Cieśninę Bassa.
Rejon turystyczny z dużą liczbą plaż, winnic i miejscowości wypoczynkowych. Większość obszaru półwyspu jest obecnie uważana za część obszaru metropolitalnego Melbourne.

## Zniknięcie premiera Australii
17 grudnia 1967 roku premier Harold Holt poszedł pływać na plaży Cheviot Beach (obecnie na terenie Parku Narodowego Point Nepean, a w tamtym czasie był to zamknięty rejon wojskowy). Premier skoczył do wody, aby surfować, zniknął z pola widzenia i nigdy więcej go już nie widziano. Pomimo intensywnych poszukiwań nigdy nie znaleziono jego ciała. Został uznany za zmarłego 19 grudnia 1967 roku. Imię premiera Holta nosi dziś jeden z basenów w Melbourne (w dzielnicy Malvern).